# Jorge García Marín
Jorge García Marín (Zaragoza, 23 april 1980) is een Spaans wielrenner.

## Belangrijkste overwinningen
2004
- 4e etappe Ronde van Valencia

## Grote rondes
Eindklasseringen in grote rondes, met tussen haakjes het aantal etappeoverwinningen.
| Jaar | Ronde van Italië | Ronde van Frankrijk | Ronde van Spanje |
| ---- | ---------------- | ------------------- | ---------------- |
| 2005 |                  |                     | 61e              |
| 2006 |                  |                     | 87e              |
| 2007 |                  |                     | 108e             |